# مجلة ناشيونال إنترست
 مجلة ناشيونال إنترست  (إنجليزية:The National Interest) هي مجلة أميركية نصف شهرية عن الشؤون الخارجية صادرة عن مركز نيكسون. تأسست عام 1985 على يد إيرفن كريستول وتعكس بدرجة كبيرة أراء ومواقف اتجاهات من داخل حركة المحافظين الجدد. في 2005، قام بعض أعضاء هيئة التحرير بقيادة فرانسيس فوكوياما بانشاء مجلة أميركان إنترست احتجاجاً على التغييرات المفروضة على سياسة التحرير من مركز نيكسون، ناشر المجلة منذ 1998.